# リズ・マレー
エリザベス・マレー (英語:Elizabeth Murray) (1980年9月23日-)はアメリカ合衆国の啓蒙演説家である。高校時代までホームレスであったのにもかかわらず、ハーヴァード大学に進学することが出来たことで有名な人物である。著書に『ブレイキング・ナイト ホームレスだった私がハーバードに入るまで』(大城光子訳)がある。

## 生い立ち
マレーは1980年9月23日にアメリカ合衆国ニューヨーク州のサウス・ブロンクスで生まれた。生家はとても貧しく、月300ドル (約25,000円)の生活保護費を受けて父のピーター、母のジーン、姉のリサ、合計4人で暮らしていた。育ち盛りのマレーは水道水でといたシリアルしか食べられなかったが1996年、母のジーンが重度の麻薬中毒者になってしまったことにより、住んでいるアパートから追い出されホームレスとなった。同時に注射器から感染したエイズにより母を失う。この時まだマレーは15歳の若さであった。母の死により一家は離散、以後マレーは地下鉄のホームで暮らすようになり、生きる為にゴミ箱を漁り時には万引きなどといった窃盗も行った。学校でも家が貧乏であることを理由にいじめを受け、学校にも自分の居場所が無かった。そんな中、マレーは父が幼い頃から彼女によく言っていた"学校へ行け"という言葉を思い出し学校に行くことを決意。ホームレス施設で生活していた父を捜し、マンハッタンチェルシーにある入学金が不要の高校であるヒューマニティーズ・プレパラトリー学院に入学する。必死の努力の末、マレーは2年で高校を卒業し、ニューヨークタイムズが主催する奨学金制度で2000年秋、ハーヴァード大学に入学することに成功した。同時にマレーの姉であるリサはニューヨーク州のニューヨーク州立大学パーチェス校を卒業し、自閉症の子供が通う学校の教師になった。
病気で弱っている父の看病に専念する為にマレーは2003年にハーヴァード大学を退学するも、マレーは2006年にハーヴァード大学へ復学し2009年6月、マレーはハーヴァード大学を卒業した。2009年8月、マレーは臨床心理学の博士号を取得する為にハーヴァードサマースクール大学院課程を専攻し、見事カウンセラーになることが出来た。
その後マレーはマニフェストリヴィングの創立者並びに監督になり、彼女の生い立ちを題材にしたテレビ番組ホームレスからハーヴァードまで：リズ・マレーの物語が2003年に放映された。
2010年9月にはマレーの著書、"Breaking Night"が出版された。
2013年5月19日、マレーは社会奉仕に対する名誉賞を受賞し、マサチューセッツ州ノースアンドーヴァーのメリマック大学にて卒業式の式辞を述べた。

## 著書
- Breaking Night: A Memoir, Hyperion Books, 2010 (ISBN 0-7868-6891-0).